# Neoperla formosana
Neoperla formosana är en bäcksländeart som beskrevs av Okamoto 1912. Neoperla formosana ingår i släktet Neoperla och familjen jättebäcksländor. Inga underarter finns listade i Catalogue of Life.